# Dicliptera resupinata
Dicliptera resupinata es una especie de planta floral del género Dicliptera, familia Acanthaceae. Fue descripta por primera vez por Juss.
Es nativa de Arizona, Nuevo México y México.

## Descripción
Puede crecer hasta 2 pies (61 centímetros) de altura. La floración ocurre en primavera, verano y principios de otoño.